# Comté de Rooks
Le comté de Rooks est l’un des 105 comtés de l’État du Kansas, aux États-Unis. Fondé le 26 février 1867, il a été nommé en hommage à John C. Rooks, un militaire mort au combat en 1862.
Siège et plus grande ville : Stockton.

## Géolocalisation
|                 | Comté de Phillips | Comté de Smith  |
| Comté de Graham | Comté de Rooks    | Comté d'Osborne |
| Comté de Trego  | Comté d’Ellis     |                 |